# أليسون سوندرز
أليسون سوندرز (بالإنجليزية: Alison Saunders) هي محامية ومحامية في القضاء العالي بريطانية، ولدت في 14 فبراير 1961 في أبردين في المملكة المتحدة.